# Innowise
Innowise è una società di sviluppo software a servizio completo fondata nel 2007. La società ha 15 uffici in tutto il mondo, con sede a Varsavia, Polonia.

## Storia
Innowise è stata fondata nel 2007 da tre ingegneri del software.  L'azienda è entrata nel mercato tedesco nel 2009 e ha attirato il primo cliente statunitense nel 2011. Nel 2020 l'espansione è continuata, creando un nuovo centro di sviluppo a Vilnius. Nel 2014, la società ha iniziato a sviluppare software per le aziende Fortune 500.
Nel 2022, Innowise si è classificata al 554º posto nell'elenco Inc. 5000. Nello stesso anno, l'azienda ha ampliato la propria presenza geografica aprendo nuovi uffici a Francoforte, Batumi e Varsavia. A partire dal 2023, Innowise ha continuato la sua espansione aprendo nuovi uffici nel Regno Unito e negli Emirati Arabi Uniti.